# Кондратув (гміна Менцинка)
Кондратув (пол. Kondratów, нім. Konradswaldau) — село в Польщі, у гміні Менцинка Яворського повіту Нижньосілезького воєводства.
Населення — 288 осіб (2011).
У 1975-1998 роках село належало до Легницького воєводства.

## Демографія
Демографічна структура станом на 31 березня 2011 року:
|          | Загалом | Допрацездатний вік | Працездатний вік | Постпрацездатний вік |
| -------- | ------- | ------------------ | ---------------- | -------------------- |
| Чоловіки | 156     | 38                 | 107              | 11                   |
| Жінки    | 132     | 34                 | 78               | 20                   |
| Разом    | 288     | 72                 | 185              | 31                   |